# Campionatul European de Atletism din 1954
A 5-a ediție a Campionatului European de Atletism s-a desfășurat între 25 și 29 august 1954 la Berna, Elveția. Au participat 690 de sportivi din 28 de țări.

## Stadion
Probele au avut loc pe Stadionul Neufeld din Berna. Acesta a fost construit în anul 1924.

## Rezultate
RM - record mondial; RC - record al competiției; RE - record european; RN - record național; PB - cea mai bună performanță a carierei

### Masculin
| Probă sportivă       | Aur                                                                                | Aur           | Argint                                                             | Argint    | Bronz                                                                       | Bronz     |
| 100 m                | Heinz Fütterer (FRG)                                                               | 10,5          | René Bonino (FRA)                                                  | 10,6      | George Ellis (GBR)                                                          | 10,7      |
| 200 m                | Heinz Fütterer (FRG)                                                               | 20,9 RC RE    | Ardalion Ignatiev (URS)                                            | 21,1 RN   | George Ellis (GBR)                                                          | 21,2 RN   |
| 400 m                | Ardalion Ignatiev (URS)                                                            | 46,6 RC RN    | Voitto Hellstén (FIN)                                              | 47,0      | Zoltán Adamik (HUN)                                                         | 47,6      |
| 800 m                | Lajos Szentgáli (HUN)                                                              | 1:47,1 RC RN  | Lucien De Muynck (BEL)                                             | 1:47,3    | Audun Boysen (NOR)                                                          | 1:47,4    |
| 1500 m               | Roger Bannister (GBR)                                                              | 3:43,8 RC RN  | Gunnar Nielsen (DEN)                                               | 3:44,4    | Stanislav Jungwirth (TCH)                                                   | 3:45,4    |
| 5000 m               | Vladimir Kuț (URS)                                                                 | 13:56,6 RM    | Chris Chataway (GBR)                                               | 14:08,8   | Emil Zátopek (TCH)                                                          | 14:10,2   |
| 10 000 m             | Emil Zátopek (TCH)                                                                 | 28:58,0 RC    | József Kovács (HUN)                                                | 29:25,8   | Frank Sando (GBR)                                                           | 29:27,6   |
| Maraton              | Veikko Karvonen (FIN)                                                              | 2:24:51,6 RC  | Boris Grișaev (URS)                                                | 2:24:55,8 | Ivan Filin (URS)                                                            | 2:25:26,6 |
| 110 m garduri        | Evgheni Bulancik (URS)                                                             | 14,4          | Jack Parker (GBR)                                                  | 14,6      | Berthold Steines (FRG)                                                      | 14,7      |
| 400 m garduri        | Anatoli Iulin (URS)                                                                | 50,5 RC       | Iuri Lituev (URS)                                                  | 50,8      | Ossi Mildh (FIN)                                                            | 51,5 RN   |
| 3000 m obstacole     | Sándor Rozsnyói (HUN)                                                              | 8:49,6 RC     | Olavi Rinteenpää (FIN)                                             | 8:52,4    | Ernst Larsen (NOR)                                                          | 8:53,2 RN |
| Ștafetă 4×100 m      | Ungaria László Zarándi Géza Varasdi György Csányi Béla Goldoványi                  | 40,6 RC       | Regatul Unit Kenneth Box George Ellis Kenneth Jones Brian Shenton  | 40,8      | Uniunea Sovietică Boris Tokarev Viktor Reabov Levan Sanadze Leonid Bartenev | 40,9      |
| Ștafetă 4×400 m      | Franța Claude Haarhoff Jacques Degats Jean-Paul Martin du Gard Jean-Pierre Goudeau | 3:08,7 RC RN  | RFG Hans Geister Helmut Drehen Heinz Ulzheimer Karl-Friedrich Haas | 3:08,8    | Finlanda Raimo Graeffe Ossi Mildh Rolf Back Voitto Hellstén                 | 3:11,5    |
| 10 000 m marș        | Josef Doležal (TCH)                                                                | 45:01,8       | Anatoli Egorov (URS)                                               | 45:53,0   | Serghei Lobastov (URS)                                                      | 46:21,8   |
| 50 km marș           | Vladimir Uhov (URS)                                                                | 4:22:11,2 RC  | Josef Doležal (TCH)                                                | 4:25:07,4 | Antal Róka (HUN)                                                            | 4:31:32,2 |
| Săritura în înălțime | Bengt Nilsson (SWE)                                                                | 2,02 m RC     | Jiří Lanský (TCH)                                                  | 1,98 m    | Jaroslav Kovář (TCH)                                                        | 1,96 m    |
| Săritura cu prăjina  | Eeles Landström (FIN)                                                              | 4,40 m =RC RN | Ragnar Lundberg (SWE)                                              | 4,40 m    | Jeff Elliott (GBR)                                                          | 4,30 m RN |
| Săritura cu prăjina  | Eeles Landström (FIN)                                                              | 4,40 m =RC RN | Ragnar Lundberg (SWE)                                              | 4,40 m    | Jukka Piironen (FIN)                                                        | 4,30 m    |
| Săritura în lungime  | Ödön Földessy (HUN)                                                                | 7,51 m        | Zbigniew Iwański (POL)                                             | 7,46 m    | Ernest Wanko (FRA)                                                          | 7,41 m    |
| Triplusalt           | Leonid Șcerbakov (URS)                                                             | 15,90 m RC    | Roger Norman (SWE)                                                 | 15,17 m   | Martin Řehák (TCH)                                                          | 15,10 m   |
| Aruncarea greutății  | Jiří Skobla (TCH)                                                                  | 17,20 m RC    | Oto Grigalka (URS)                                                 | 16,69 m   | Heino Heinaste (URS)                                                        | 16,27 m   |
| Aruncarea discului   | Adolfo Consolini (ITA)                                                             | 53,44 m       | Giuseppe Tosi (ITA)                                                | 53,34 m   | József Szécsényi (HUN)                                                      | 51,58 m   |
| Aruncarea suliței}   | Janusz Sidło (POL)                                                                 | 76,35 m       | Vladimir Kuznețov (URS)                                            | 74,61 m   | Soini Nikkinen (FIN)                                                        | 73,38 m   |
| Aruncarea ciocanului | Mihail Krivonosov (URS)                                                            | 63,34 m RM    | Sverre Strandli (NOR)                                              | 61,07 m   | József Csermák (HUN)                                                        | 59,72 m   |
| Decatlon             | Vasili Kuznețov (URS)                                                              | 6752          | Torbjörn Lassenius (FIN)                                           | 6424      | Heinz Oberbeck (FRG)                                                        | 6263      |

### Feminin
| Probă sportivă       | Aur                                                                      | Aur        | Argint                                                         | Argint    | Bronz                                                             | Bronz   |
| 100 m                | Irina Turova (URS)                                                       | 11,8       | Bertha van Duyne (NED)                                         | 11,9      | Anne Pashley (GBR)                                                | 11,9    |
| 200 m                | Maria Itkina (URS)                                                       | 24,3       | Irina Turova (URS)                                             | 24,4      | Shirley Hampton (GBR)                                             | 24,4    |
| 800 m                | Nina Otkalenko (URS)                                                     | 2:08,8 RC  | Diane Leather (GBR)                                            | 2:09,8    | Liudmila Lâsenko (URS)                                            | 2:11,2  |
| 80 m garduri         | Maria Golubniciaia (URS)                                                 | 11,0 RC    | Anneliese Seonbuchner (FRG)                                    | 11,2      | Pam Seaborne (GBR)                                                | 11,3    |
| Ștafetă 4×100 m      | Uniunea Sovietică Vera Krepkina Rimma Uliskina Maria Itkina Irina Turova | 45,8 RC    | RFG Irmgard Egert Charlotte Bohmer Irene Brutting Maria Sander | 46,3      | Italia Maria Musso Giuseppina Leone Letizia Bertoni Milena Greppi | 46,6 RN |
| Săritura în înălțime | Thelma Hopkins (GBR)                                                     | 1,67 m RC  | Iolanda Balaș (ROU)                                            | 1,65 m RN | Olga Modrachová (TCH)                                             | 1,63 m  |
| Săritura în lungime  | Jean Desforges (GBR)                                                     | 6,04 m RC  | Aleksandra Ciudina (URS)                                       | 5,93 m    | Elżbieta Duńska (POL)                                             | 5,83 m  |
| Aruncarea greutății  | Galina Zîbina (URS)                                                      | 15,65 m RC | Maria Kuznețova (URS)                                          | 14,99 m   | Tamara Tâșkevici (URS)                                            | 14,78 m |
| Aruncarea discului   | Nina Ponomariova (URS)                                                   | 48,02 m    | Irina Begleakova (URS)                                         | 45,79 m   | Galina Zîbina (URS)                                               | 44,77 m |
| Aruncarea suliței    | Dana Zátopková (TCH)                                                     | 52,91 m RC | Virve Roolaid (URS)                                            | 49,94 m   | Nadejda Koneaeva (URS)                                            | 49,49 m |
| Pentatlon            | Aleksandra Ciudina (URS)                                                 | 4526 RC    | Maria Sander (FRG)                                             | 4485      | Maria Sturm (FRG)                                                 | 4357    |

## Clasament pe medalii
| Loc   | Țară              | Aur | Argint | Bronz | Total |
| ----- | ----------------- | --- | ------ | ----- | ----- |
| 1     | Uniunea Sovietică | 16  | 11     | 8     | 35    |
| 2     | Cehoslovacia      | 4   | 2      | 5     | 11    |
| 3     | Ungaria           | 4   | 1      | 4     | 9     |
| 4     | Regatul Unit      | 3   | 4      | 7     | 14    |
| 5     | RFG               | 2   | 4      | 3     | 9     |
| 6     | Finlanda          | 2   | 3      | 4     | 9     |
| 7     | Suedia            | 1   | 2      | 0     | 3     |
| 8     | Franța            | 1   | 1      | 1     | 3     |
| 8     | Italia            | 1   | 1      | 1     | 3     |
| 8     | Polonia           | 1   | 1      | 1     | 3     |
| 11    | Norvegia          | 0   | 1      | 2     | 3     |
| 12    | Belgia            | 0   | 1      | 0     | 1     |
| 12    | Danemarca         | 0   | 1      | 0     | 1     |
| 12    | România           | 0   | 1      | 0     | 1     |
| 12    | Țările de Jos     | 0   | 1      | 0     | 1     |
| Total | Total             | 35  | 35     | 36    | 106   |

## Participarea României la campionat
24 atleți au reprezentat România.
- Iolanda Balaș – înălțime - locul 2
- Ion Opriș – 110 m garduri - locul 6
- Gabriel Georgescu – greutate - locul 7
- Lia Manoliu – disc - locul 7
- Ion Baboie – 50 km marș - locul 8
- Ilie Savel – 400 m garduri - locul 9
- Dinu Cristea – maraton - locul 10
- Melania Velicu – greutate - locul 10
- Ilarie Măgdaș – 100 m - locul 11 – 200 m - locul 11
- Constantin Dumitru – ciocan - locul 11
- Sanda Grosu – lungime - locul 12
- Anneliese Reimesch – suliță - locul 12
- Sorin Ioan – lungime - locul 16 – triplusalt - locul 14
- Gheorghe Zîmbreșteanu – decatlon - locul 14
- Grigore Cojocaru – 3000 m obstacole - locul 16
- Virgil Zăvădescu – triplusalt - locul 16
- Ana Șerban – 80 m garduri - locul 17
- Gheorghe Stănel – 400 m garduri - locul 19
- Andrei Demeter – suliță - locul 19
- Zeno Dragomir – prăjină - locul 21
- Alexandru Stoenescu – 100 m - locul 23 – 200 m - locul 29
- Ion Wiesenmayer – lungime - FR
- Nicolae Rășcănescu – ciocan - FR
- Haralambie Răcescu – 10 000 m marș - DS